# Eduard Daniël van Oort
Eduard Daniël van Oort est un ornithologue néerlandais, né le 31 octobre 1876 à Barneveld et mort le 21 septembre 1933 à Leyde.

## Biographie
Il reçoit le titre de docteur en mars 1901 avec une thèse sur l’ostéologie de la queue des oiseaux. Oort avait la charge des collections d’oiseaux au Museum d’Histoire Naturelle de Leyde. En 1915, il devient le directeur de cette institution, une fonction qu’il occupe jusqu’à sa mort. Il était également professeur extraordinaire de l’université de la ville. Il consacre le discours inaugural de sa chaire sur la question de la migration et son étude.
Van Oort s’intéresse au baguage des oiseaux dès que celui-ci commence sa mise en place dans son pays. Il fonde la première station d’observation et fait, de Leyde, le principal centre de l’étude des oiseaux aux Pays-Bas.
Son nom est surtout associé à la publication Ornithologia Neerlandica, de vogels van Nederland (1922-1935), un inventaire des oiseaux du pays qui se veut être le successeur des travaux de Cornelis Nozeman (1721-1786), de Jan Christiaan Sepp (1739-1811) et de Hermann Schlegel (1804-1884). Les planches sont signées par Marinus Adrianus Koekkoek (1873-1944). Ces planches seront réutilisées par Harry Witherby (1873-1943) pour The Handbook of British Birds (1938-1941).
Van Oort est membre correspondant de la Zoological Society of London (1917), membre honoraire de la British Ornithologists' Union (1921) et de l’American Ornithologists' Union (1928).

## Source
- Francis Charles Robert Jourdain (1934). Obituary, Ibis, 76 (1) : 180-181.